# Хамфрис, Кёртис Джадсон
Ке́ртис Джа́дсон Ха́мфрис (17 февраля 1898 года — 22 ноября 1986 года) — американский физик-спектроскопист.

## Биография
Хамфрис родился 17 февраля 1898 года в округе Колумбиана. В 1928 году получил докторскую степень в Мичиганском университете в Анн-Арборе, защитив диссертацию в области экспериментальной спектроскопии. В основном его работы посвящены экспериментальной спектроскопии, но одна из его ранних публикаций, написанная им в сотрудничестве с Самуэлем Гаудсмитом, была посвящена теоретической проблеме спектроскопии. С 1928 года до 1953 года он работал, в основном, в Национальном бюро стандартов (NBS). Когда в 1953 году исследовательские лаборатории NBS были переданы в ведение военно-морского ведомства, его назначили руководителем отдела инфракрасной спектроскопии в Короне (Калифорния). В 1957 г. стал заведующим всем научно-исследовательским отделом. После выхода на пенсию работал в университете Пердью.
Примерно с 1930 года Хамфрис посвятил себя определению длин волн с помощью интерферометра Фабри-Перо. Его исследовательская группа внесла важный вклад в Международную систему стандартов длины волны в течение примерно четырёх десятилетий, причем ранние работы были особо посвящены спектральному анализу криптона и ксенона и их ионов.
В начале 1950-х годов он добился значительного прогресса в использовании радиотехнических методов для анализа спектра излучения атомарного водорода в инфракрасном диапазоне. В его честь названа открытая им серия спектральных линий в спектре водорода — серия Хамфриса. В последующие годы он также работал над совершенствованием методов ИК-спектроскопии.
В 1941 году был избран членом Американского физического общества.
Ученый скончался 22 ноября 1986 года в Делавэре (Огайо).

## Основные работы
Хамфрис является автором многих научных статей и книг, включая First spectra of neon, argon, and xenon 136 in the 1.2-4.0 µm region "Первые спектры неона, аргона и ксенона 136 в области 1,2-4,0 мкм ", написанной им в 1973 году при его работе в Университете Пердью.
Другие работы:
- Bruin, de T. L., , Meggers W. F. J. Res. NBS (U.S.) 11, 409 (1933).
- Humphreys C. J. «The 29 and 30 electron-system spectra of arsenic and selenium» 1928.
- Meggers W. F., Humphreys, C. J. «Element Ne I» 1933, J. Res. N. B. S. 10, 427. [EA, 7724-18549, a UMT and RMTsource] C.J.Humphreys, J. Res. NBS (U.S.) 22, 19 (1939). C. J. Humphreys, J. Opt. Soc. Am. 43, 1027 (1953).
- Humphreys C. J. «Humphreys Series» J. Research Natl. Bur. Standards 1953, 50, 1.
- Humphreys C. J., Rao, K. Narahari «Interferometric measurement of wavelengths of infrared atomic emission lines in the extraphotographic region» Applied Optics, 1963.
- Humphreys C. J., Rank D. H. «Wavelength Standards in the Infrared», Academic Press, 1966.
- Humphreys C. J., Paul, E. 1970, J. Opt. Soc. Am., 60, 1302.
- Humphreys C. J., Li H. H. J. Opt. Soc. Am. 64 (1974) 1072.
- Humphreys C. J. Rep. Prog. Phys. 42 (1979) 122.